# Saint-Léger-lès-Paray
Saint-Léger-lès-Paray is een gemeente in het Franse departement Saône-et-Loire (regio Bourgogne-Franche-Comté) en telt 583 inwoners (1999). De plaats maakt deel uit van het arrondissement Charolles.

## Geografie
De oppervlakte van Saint-Léger-lès-Paray bedraagt 13,2 km², de bevolkingsdichtheid is 44,2 inwoners per km².
De onderstaande kaart toont de ligging van Saint-Léger-lès-Paray met de belangrijkste infrastructuur en aangrenzende gemeenten.

## Demografie
Onderstaande figuur toont het verloop van het inwonertal (bron: INSEE-tellingen).

1. ↑  Populations de référence 2022.